# برايان هانسن (متزلج سريع)
برايان هانسن (بالإنجليزية: Brian Hansen)‏ هو متزلج سريع أمريكي، ولد في 3 سبتمبر 1990 في إيفانستون في الولايات المتحدة.

## وصلات خارجية
- برايان هانسن على موقع SpeedSkatingBase.eu (الإنجليزية)
- برايان هانسن على موقع SpeedSkatingNews.info (الإنجليزية)
- برايان هانسن على موقع SpeedSkatingStats.com (الإنجليزية)
- برايان هانسن على موقع اللجنة الأولمبية الدولية (الإنجليزية)
- برايان هانسن على موقع أوليمبيديا (الإنجليزية)
- برايان هانسن على موقع اللجنة الأولمبية والبارالمبية الأمريكية (الإنجليزية)